# Немецкие военные кладбища 1941—1944 годов под Минском
Немецкое воинское кладбище 1941—1944 годов под Минском — пропавшие захоронения солдат и офицеров вермахта, в основном погибших в боевых действиях против партизан и Красной Армии у Восточного кладбища, в лесопарке между кварталом «Маяк Минска» и станцией метро «Борисовский тракт». Оно известно под названиями «Кладбище героев» (нем. Heldenfriedhof), «Кладбище чести» (нем. Ehrenfriedhof) и «Солдатское кладбище» (нем. Soldatenfriedhof). Площадь захоронения составляет 4,3 га и менее.

## Захоронение
Достоверных сведений об этих воинских захоронениях мало, многие факты основаны лишь на устных свидетельствах. Нет широкого доступа к документальной информации об их территории и захороненных там людях. Считается, что на этой территории захоронено от 2400 до 3000 человек, в том числе перенесены сюда в 1943 году останки около 1200 человек из района Академии наук.
В числе прочих мог быть похоронен немецкий спортсмен Ханс Вёльке, убитый под Хатынью, поскольку на странице немецкой Википедии о Хансе Вёльке без ссылки на источник указано, что место его захоронения — кладбище под Минском у Москауэра Штрассе (Московское шоссе), западная сторона, ряд 22, могила 28, что практически исключает другие варианты немецких воинских захоронений вблизи современного проспекта Независимости в Минске.

## После войны
Захоронения проводились в период с 28 июня 1941 года по 3 июля 1944 года, когда Минск находился под немецкой оккупацией. Есть сведения, что в 1943 году сюда перенесли воинские захоронения из района Академии наук и 1-й городской больницы Минска. По воспоминаниям одного из старожилов, захоронения были уничтожены сразу же после восстановления Советской власти: по могилам прошли танки Красной Армии, позже был посажен лес.
На протяжении всего своего существования захоронения страдали от мародёров. В конце 1980-х годов при прокладке труб возле проспекта Ленина (ныне проспект Независимости) со стороны лесопарка было разбросано много человеческих костей, которые долгое время не вывозились. Рядом с лесопарком и в нём самом раньше находили человеческие кости. В 2011 году, после начала строительства «Маяка Минска», один блогер из числа омаровского движения белорусских некрополей обнаружил в лесопарке следы деятельности «черных копателей», в том числе выброшенную человеческую берцовую кость. Никаких официальных сообщений о нахождении человеческих костей во время строительных работ на территории комплекса «Маяк Минска» и во время строительства линии метрополитена между ст. «Восток» и «Борисовский тракт» не опубликовано.
В 2014 году Народный союз Германии по уходу за военными захоронениями совместно с Министерством обороны Республики Беларусь начал перезахоронение останков солдат Вермахта, а также солдат армий союзников Германии, в сборное кладбище. В теплое время года сотрудники Народного союза и белорусские военные провели эксгумацию и перевезли значительную часть останков с немецкого воинского кладбища в Минске на коллективное кладбище в Белоруссии. К началу октября 2015 года останки воинов из захоронений ближе к микрорайону «Маяк Минска» были вывезены на коллективное кладбище под Берёзой.